# Ratpenat de nas tubular de muntanya
El ratpenat de nas tubular de muntanya (Nyctimene certans) és una espècie de ratpenat de la família dels pteropòdids. Viu a Indonèsia i Papua Nova Guinea. El seu hàbitat natural són els boscos de montans situats a altiplans d'entre 800 i 2.800 msnm. Aquesta espècie no està amenaçada d'extinció, en part perquè les creences religioses dels habitants del seu àmbit diuen que matar aquest animal porta mala sort.